# Keizerlibellen
De keizerlibellen (Anax) vormen een geslacht van echte libellen (Anisoptera) uit de familie glazenmakers (Aeschnidae). Het geslacht omvat bijna 30 soorten, waarvan er 3 in Nederland voorkomen.
De wetenschappelijke naam van het geslacht werd in 1815 voorgesteld door William Elford Leach, met op dat moment als enige soort Anax imperator, die daarmee automatisch de typesoort werd. Het woord Anax komt uit het Grieks en betekent "(feodale) heer".

## Bouw en anatomie
Het labium reikt in rust tot voorbij de coxae van het tweede potenpaar. De ogen zijn aan de rugzijde afgevlakt en de lengte (langs de lengte-as van het lichaam gemeten) is iets groter dan de oogbreedte (haaks op de lengte-as). De achterranden van de ogen liggen in elkaars verlengde. De kop is afgerond. De dorsale mannelijke lob is vrij rechthoekig en het abdominaal segment 6 heeft geen laterale doorn.
Volgroeide larven worden zelden minder dan 49 mm lang. Van sommige soorten kunnen ze tot 100 mm worden.

## Ei-ontwikkeling
De eieren komen na ongeveer 5–6 weken uit. De totale ontwikkeling duurt 1 jaar (bij de grote keizerlibel) tot 2 jaar (bij de zuidelijke keizerlibel).

## Soorten
De Nederlandstalige namen zijn, voor zover niet voorkomend in het Nederlands Soortenregister, ontleend aan Libellen van Europa.
- Anax amazili (Burmeister, 1839)
- Anax bangweuluensis Kimmins, 1955
- Anax chloromelas Ris, 1911
- Anax concolor Brauer, 1865
- Anax congoliath Fraser, 1953
- Anax ephippiger (Burmeister, 1839) – Zadellibel
- Anax fumosus Hagen, 1867
- Anax georgius Selys, 1872
- Anax gibbosulus Rambur, 1842
- Anax gladiator Dijkstra & Kipping, 2015
- Anax guttatus (Burmeister, 1839)
- Anax immaculifrons Rambur, 1842 – Beekkeizerlibel
- Anax imperator Leach, 1815 – Grote keizerlibel
- Anax indicus Lieftinck, 1942
- Anax junius (Drury, 1773) – Amerikaanse keizerlibel
- Anax longipes Hagen, 1861
- Anax maclachlani Förster, 1898
- Anax mandrakae Gauthier, 1988
- Anax nigrofasciatus Oguma, 1915
- Anax panybeus Hagen, 1867
- Anax papuensis (Burmeister, 1839)
- Anax parthenope (Selys, 1839) – Zuidelijke keizerlibel
- Anax piraticus Kennedy, 1934
- Anax pugnax Lieftinck, 1942
- Anax rutherfordi McLachlan, 1883
- Anax selysii Förster, 1900
- Anax speratus Hagen, 1867
- Anax strenuus Hagen, 1867
- Anax tristis Hagen, 1867
- Anax tumorifer McLachlan, 1885
- Anax walsinghami McLachlan, 1883